# Philus lumawigi
Philus lumawigi là một loài bọ cánh cứng trong họ Cerambycidae.